# Емі Ірвінґ
Емі Девіс Ірвінг (англ. Amy Davis Irving, народилася 10 вересня 1953) — американська акторка та співачка, яка працювала в кіно, на сцені та на телебаченні. Її нагороди включають премію Obie Award та номінації на дві премії «Золотий глобус» і премію «Оскар».
Народившись у Пало-Альто, штат Каліфорнія, в родині акторів Джулса Ірвінга та Прісцилли Пойнтер, Ірвінг провела дитинство в Сан-Франциско, перш ніж її сім’я переїхала до Нью-Йорка під час її підліткового віку. У Нью-Йорку вона дебютувала на Бродвеї у виставі «Сільська дружина» (1965–1966) у віці 13 років. Згодом Ірвінг вивчала театр в Американській консерваторії в Сан-Франциско та в Лондонській академії музики та драматичного мистецтва, перш ніж дебютувати в повнометражному фільмі у фільмі Браяна Де Пальми «Керрі» (1976), після чого зіграла головну роль у надприродному трилері 1978 року «Лють» (1978).
У 1980 році Ірвінг з'явилася в бродвейській постановці «Амадей» і у фільмі «Жимолость троянда » (1980), отримавши нагороду Razzie Award за найкращу жіночу роль другого плану. Її взяли на роль у музичній епопеї Барбри Стейзанд Yentl (1983), за яку вона була номінована на премію «Оскар» за найкращу жіночу роль другого плану та на премію «Раззі» за найкращу жіночу роль другого плану. У 1988 році вона отримала премію Obie Award за її виступ поза Бродвеєм у постановці «Дорога до Мекки» та була номінована на премію «Золотий глобус» за гру в комедії «Crossing Delancey» (1988).

## Раннє життя
Народилася 10 вересня 1953 року в Пало-Альто, Каліфорнія .  Її батько був кіно- та сценічним режисером Джулсом Ірвінгом (при нар. Джулз Ізраель), а матір’ю — акторка Прісцилла Пойнтер .  Її брат — сценарист і режисер Девід Ірвінг, а сестра Кеті Ірвінг — співачка та вчителька глухих дітей. Батько Ірвінг був російсько-єврейського походження , а один із прапрадідів по материнській лінії також був євреєм.  Ірвінг виховувалась у християнській вірі своєї матері, і її родина не дотримувалася жодних релігійних традицій. 

## Кар'єра
Перша поява Ірвінг на сцені відбулася у віці 9 місяців у постановці «Rumplestiltskin», де її батько вивів її на сцену, щоб вона зіграла роль його дитини, яку він проміняв на прядене золото. Потім у віці 2 років вона зіграла роль персонажки («Принцеса Примула») у виставі, яку поставив її батько. У 12 років вона зіграла прогулянкову роль у бродвейському шоу «Сільська дружина» 1965–66 років. Її персонака мала продати хом'яка Стейсі Кіч у масовій сцені. Режисером п’єси став друг сім’ї Роберт Саймондс, заступник директора репертуарного театру Лінкольн-центру, який згодом став її вітчимом після смерті її батька та повторного шлюбу матері. Через шість місяців після повернення до Лос-Анджелеса з Лондонської академії музики та драматичного мистецтва в середині 1970-х років Ірвінг отримала роль у великому кінофільмі та працювала над різними телевізійними проєктами, такими як гостьові ролі в Police Woman, Happy Days і головна роль в епічному мінісеріалі «Одного разу в орлі» разом із ветеранами Семом Елліоттом і Гленном Фордом, а також молодою Мелані Гріффіт. Вона зіграла Джульєтту в «Ромео і Джульєтті» у Лос-Анджелеському вільному шекспірівському театрі в 1975 році та повернулася до ролі в репертуарному театрі Сіетла (1982–1983).
Ірвінг пробувалася на роль принцеси Леї у «Зоряних війнах», яка дісталася Керрі Фішер. Потім вона знялася у фільмах режисера Браяна Де Пальми «Керрі» в ролі Сью Снелл (її мати також грала в « Керрі ») і «Люті» в ролі Джилліан Беллавер. У 1999 році вона повторила роль Сью Снелл у фільмі «Лють: Керрі 2». У 1980 році вона зіграла з Річардом Дрейфусом у фільмі «Змагання». Також у 1980 році вона з’явилася у фільмі «Жимолость Роуз», який також став її співочим дебютом на екрані. І вона, і персонажки Даян Кеннон були співачками кантрі-енд-вестерну, і обидві акторки співали у фільмі самостійно. У 1983 році вона знялася в режисерському дебюті Барбри Стрейзанд, Yentl, за який була номінована на премію Оскар як найкраща акторка другого плану. У 1984 році вона знялася у фільмі «Мікі + Мод». У 1988 році знялася у фільмі «Перетин Делансі» (за який була номінована на «Золотий глобус»). Того ж року також співала в анімаційному фільмі «Хто підставив кролика Роджера», озвучивши Джессіку Реббіт. У 1997 році Ірвінг з'явилася у фільмі Вуді Аллена « Деконструкція Гаррі». Також з’явилася в телешоу «Псевдонім» у ролі Емілі Слоун, зобразила принцесу Анджулі в епічному високобюджетному мінісеріалі «Далекі павільйони» та була хедлайнеркою розкішного телевізійного виробництва «Анастасія: Таємниця Анни» . Нещодавно Ірвінг з’явилася у фільмах «Traffic» (2000), «Tuck Everlasting» (2002), «Thirteen Conversations About One Thing» (2002) та в епізоді «Закон і порядок: Спеціальний підрозділ жертв» у 2001 році.
Сценічна робота Ірвінг включає такі бродвейські шоу, як «Амадей» (замінила Джейн Сеймур через вагітність) у театрі Бродхерст протягом дев’яти місяців, «Будинок розбитих сердець» з Рексом Гаррісоном у театрі Circle in the Square, «Бите скло в театрі Бут» і «Три сестри» з Джинн Тріплгорн і Лілі Тейлор у театрі Roundabout. Додаткові оф-бродвейські її роботи включають: Хроніки Гайді ; Дорога до Мекки; The Vagina Monologues у Лондоні та Нью-Йорку; Скляний звіринець з матір'ю, акторкою Прісциллою Пойнтер; Селадін, світова прем'єра в George Street Playhouse у Нью-Брансвіку, Нью-Джерсі; і п'єса однієї жінки 2006 року «Безпечна гавань для Елізабет Бішоп». У 1994 році вона та Ентоні Гопкінс були ведучими 48-ї церемонії вручення премії Тоні в театрі Гершвіна, Нью-Йорк.

## Фільмографія
| Роки | Назва                                  | Роль                            | Примітки   | Ref.   |
| ---- | -------------------------------------- | ------------------------------- | ---------- | ------ |
| 1976 | Керрі                                  | Sue Snell                       |            | [ 8 ]  |
| 1978 | The Fury                               | Gillian Bellaver                |            | [ 8 ]  |
| 1979 | Voices                                 | Rosemarie Lemon                 |            | [ 8 ]  |
| 1980 | Honeysuckle Rose                       | Lily Ramsey                     |            | [ 8 ]  |
| 1980 | The Competition                        | Heidi Joan Schoonover           |            | [ 8 ]  |
| 1983 | Yentl                                  | Hadass Vishkower                |            | [ 8 ]  |
| 1984 | Micki &amp; Maude                      | Maude Salinger                  |            | [ 8 ]  |
| 1987 | Румпельштільцхен                       | Katie                           |            | [ 8 ]  |
| 1988 | Перетин Делансі                        | Isabelle Grossman               |            | [ 8 ]  |
| 1988 | Хто підставив кролика Роджера?         | Singing voice of Jessica Rabbit | Voice-only | [ 9 ]  |
| 1990 | A Show of Force                        | Kate Melendez                   |            | [ 8 ]  |
| 1991 | An American Tail: Fievel Goes West     | Miss Kitty                      | Voice-only | [ 8 ]  |
| 1993 | Перевага сумніву                       | Karen Braswell                  |            | [ 8 ]  |
| 1995 | Клептоманія                            | Diana Allen                     |            |        |
| 1995 | Call of the Wylie                      | Mel                             | Short film |        |
| 1996 | Carried Away                           | Rosealee Henson                 |            | [ 8 ]  |
| 1996 | Я не Раппапорт                         | Clara Gelber                    |            | [ 8 ]  |
| 1997 | Розбираючи Гаррі                       | Jane                            |            | [ 9 ]  |
| 1998 | One Tough Cop                          | FBI Agent Jean Devlin           |            | [ 9 ]  |
| 1999 | The Confession                         | Sarah Fertig                    |            | [ 9 ]  |
| 1999 | The Rage: Carrie 2                     | Sue Snell                       |            | [ 8 ]  |
| 1999 | Blue Ridge Fall                        | Ellie Perkins                   |            |        |
| 2000 | Босса нова                             | Mary Ann Simpson                |            | [ 9 ]  |
| 2000 | Трафік                                 | Barbara Wakefield               |            | [ 8 ]  |
| 2001 | Thirteen Conversations About One Thing | Patricia                        |            | [ 8 ]  |
| 2002 | Tuck Everlasting                       | Mother Foster                   |            | [ 8 ]  |
| 2005 | Гра у схованки                         | Alison Callaway                 |            | [ 8 ]  |
| 2009 | Adam                                   | Rebecca Buchwald                |            | [ 8 ]  |
| 2018 | Божевільна                             | Angela Valentini                |            | [ 9 ]  |
| 2021 | A Mouthful of Air                      | Bobbi Davis                     |            | [ 10 ] |